# Thallomys shortridgei
Thallomys shortridgei é uma espécie de roedor da família Muridae.
Apenas pode ser encontrada na África do Sul.
Os seus habitats naturais são: matagal árido tropical ou subtropical.